# San Pedro y San Pablo Tequixtepec
San Pedro y San Pablo Tequixtepec är en kommun i Mexiko.   Den ligger i delstaten Oaxaca, i den sydöstra delen av landet, 210 km sydost om huvudstaden Mexico City.
Följande samhällen finns i San Pedro y San Pablo Tequixtepec:
- San Juan Yolotepec
- San José Trujápam
- Santa Catalina Chinango
- Santa María Mixquixtlahuaca